# Sonmati Majhaura
Sonmati Majhaura – gaun wikas samiti we wschodniej części Nepalu w strefie Sagarmatha w dystrykcie Siraha. Według nepalskiego spisu powszechnego z 2001 roku liczył on 644 gospodarstw domowych i 4105 mieszkańców (1974 kobiet i 2131 mężczyzn).